# 福清城墙
福清城墙，位于福建省福清县境内。城墙始建于明代，1939年拆毁。

## 历史
唐代，福清县设有5个城门，但无城墙。明正德八年(1513年)改为4个城门，东为文兴门、西为双旌门、南为龙江门、北为玉屏门。明嘉靖三十三年(1554年)三月，为抵御倭寇，开始建城墙。后经多次重修，直到抗战初年，城墙仍然完好。1939年，以防城墙为日军所用为借口，城墙遭拆毁。